# Windy Peak
Windy Peak är en bergstopp i Antarktis. Den ligger i Västantarktis. Chile gör anspråk på området. Toppen på Windy Peak är 1 910 meter över havet, eller 336 meter över den omgivande terrängen. Bredden vid basen är 3,6 km.
Terrängen runt Windy Peak är huvudsakligen kuperad, men åt nordost är den platt. Trakten är obefolkad. Det finns inga samhällen i närheten. 